# Resolució 223 del Consell de Seguretat de les Nacions Unides
La Resolució 223 del Consell de Seguretat de les Nacions Unides, aprovada el 21 de juny de 1966 després d'examinar l'aplicació de Guyana per a ser membre de les Nacions Unides, el Consell va recomanar a l'Assemblea general que Guyana fos admesa.
Un representant de Veneçuela va estar present en la sessió, però no va tenir veu ni vot. La seva participació obeïa a les reserves que mantenia sobre la qüestió territorial de la Guaiana Esequiba.